# Ciriaco Carreño
José Ciriaco del Carmen Carreño Muñoz (* 8. August 1795 in Caracas; † 5. Dezember 1814) war ein venezolanischer Sänger und Organist.

## Leben
Ciriaco Carreño war der älteste Sohn des Komponisten und Kapellmeisters der Kathedrale von Caracas, Cayetano Carreño. Er wurde von seinem Vater unterrichtet und trat bereits als Sechsjähriger als Sänger mit der Kapelle der Kathedrale auf. 1810 bewarb er sich als Nachfolger seines Cousins Francisco Lucio Alba um die Stelle des Zweiten Organisten an der Kathedrale, die ihm nach einer Prüfung zuerkannt wurde. 
Nach dem Einmarsch Simón Bolívars in Caracas gab er im August 1813 seine Organistenstelle auf, auf der ihm sein jüngerer Bruder Juan Bautista nachfolgte, und schloss sich den Truppen Bolívars an. Nach der Eroberung von Caracas durch José Tomás Boves gehörte er zu den Soldaten, die die im August 1814 aus der Stadt flüchtenden Bürger zu beschützen suchten. Am 5. Dezember nahm er als Chef der Reitergarde des Generals José Félix Ribas an einer Schlacht gegen Boves teil, bei der er ums Leben kam.